# Peloritanos
Los Peloritanos (siciliano: Piluritani, italiano, Monti Peloritani) son una cordillera del noreste de Sicilia, en Italia meridional, que se extiende alrededor de 65 km desde Capo Peloro a los montes Nebrodi. Al norte y oeste están rodeados por los mares tirreno y jónico, respectivamente.
Sus picos más altos son la Montagna Grande (1.374 m) y la Rocca Novara (1.340 m). La cordillera está formada por una larga serie de picos, con una altura media de 800-1.000 m, entremezclados con crestas y barrancos. Las hondas gargantas albergan nurmerosos cursos de agua. Las rocas más comunes son ígneas y metamórficas. También están presentes suelos de arenisca. De origen inusual son las rocas de la meseta de Argimusco.

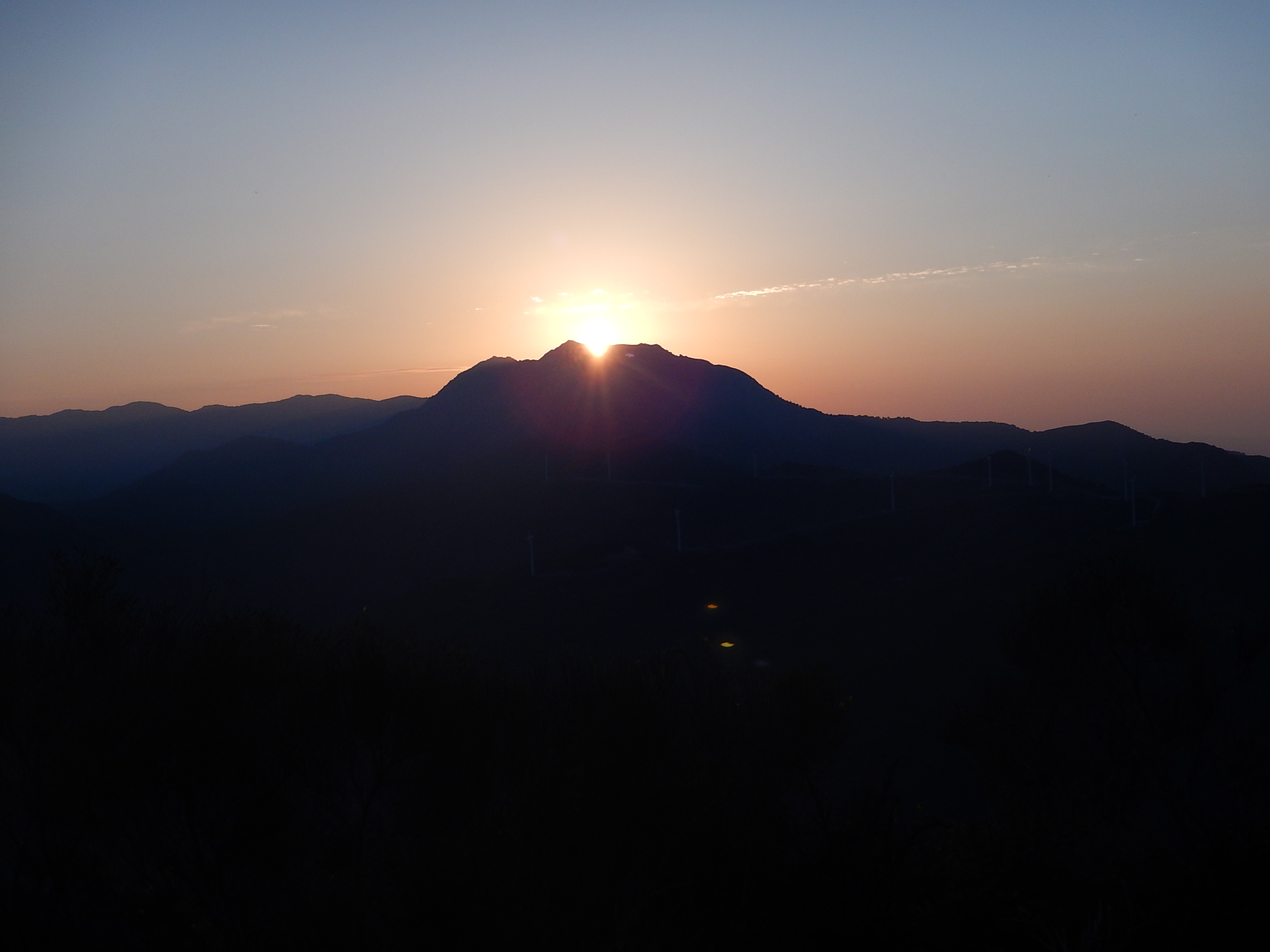
Montagna di Vernà, 1287 metros, vista desde Fondachelli-Fantina

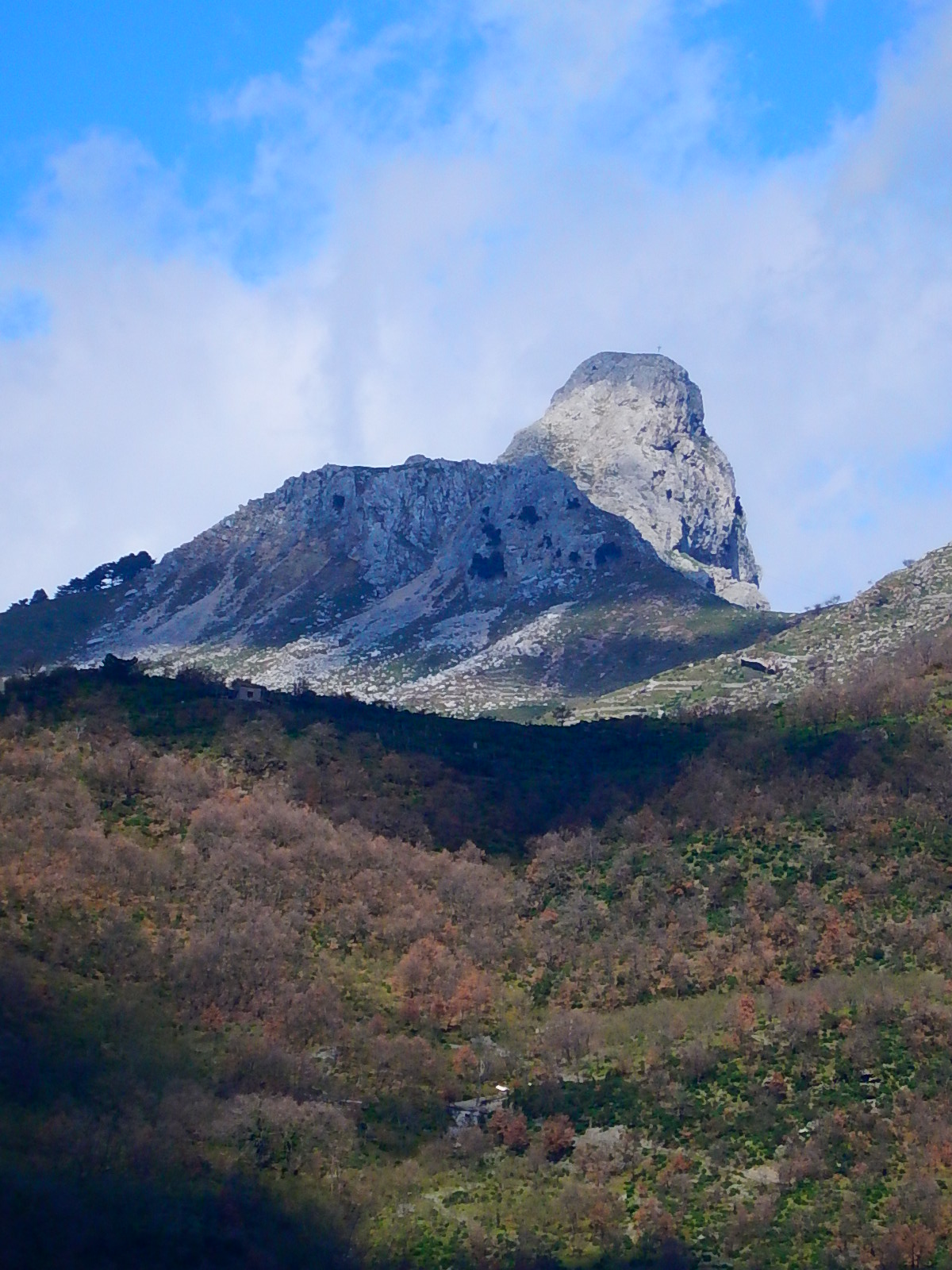
Rocca Novara, 1340 metros, también llamado Rocca Salvatesta, vista desde Fondachelli-Fantina

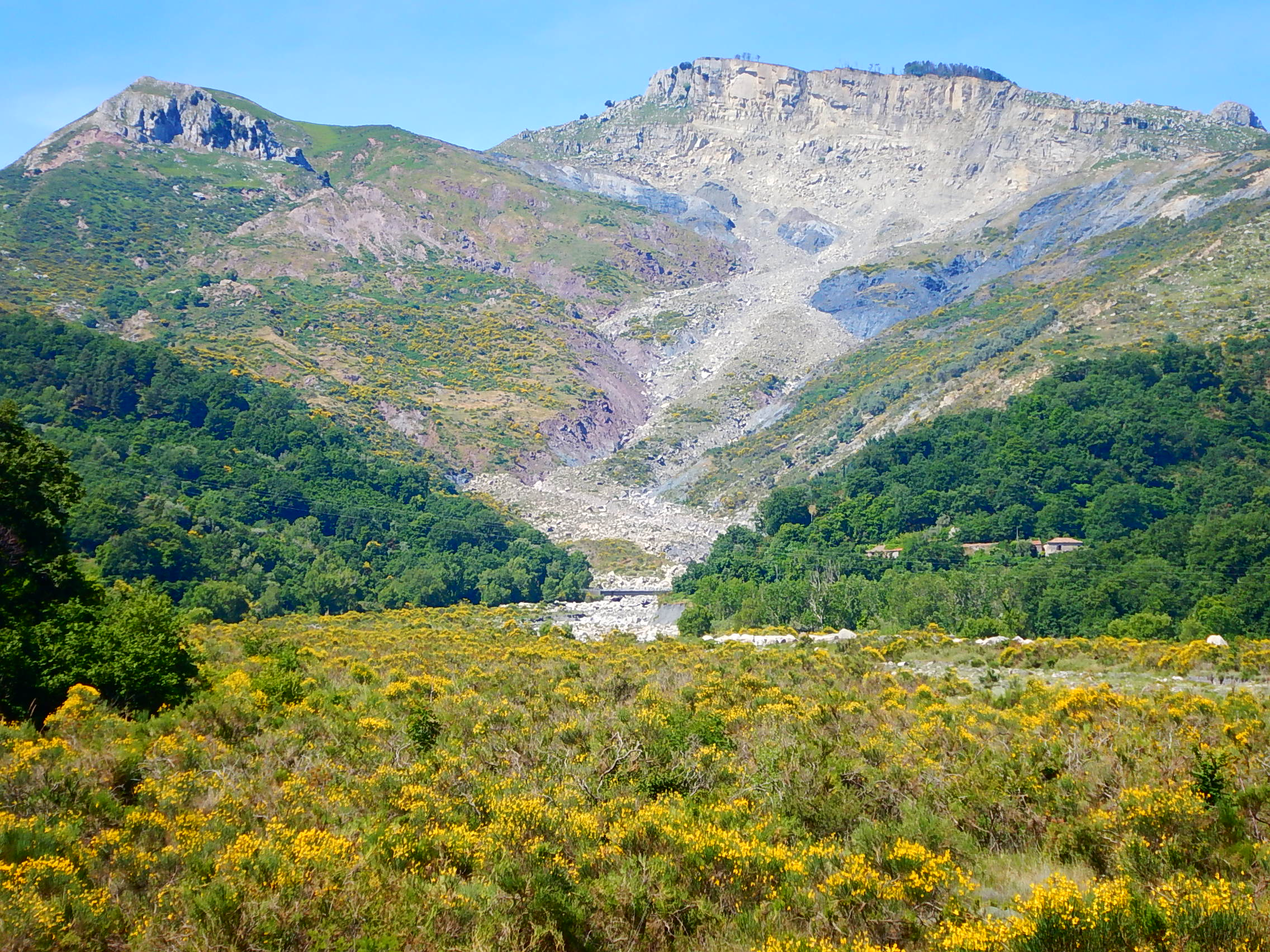
Ritagli di Lecca vistos desde Fondachelli-Fantina

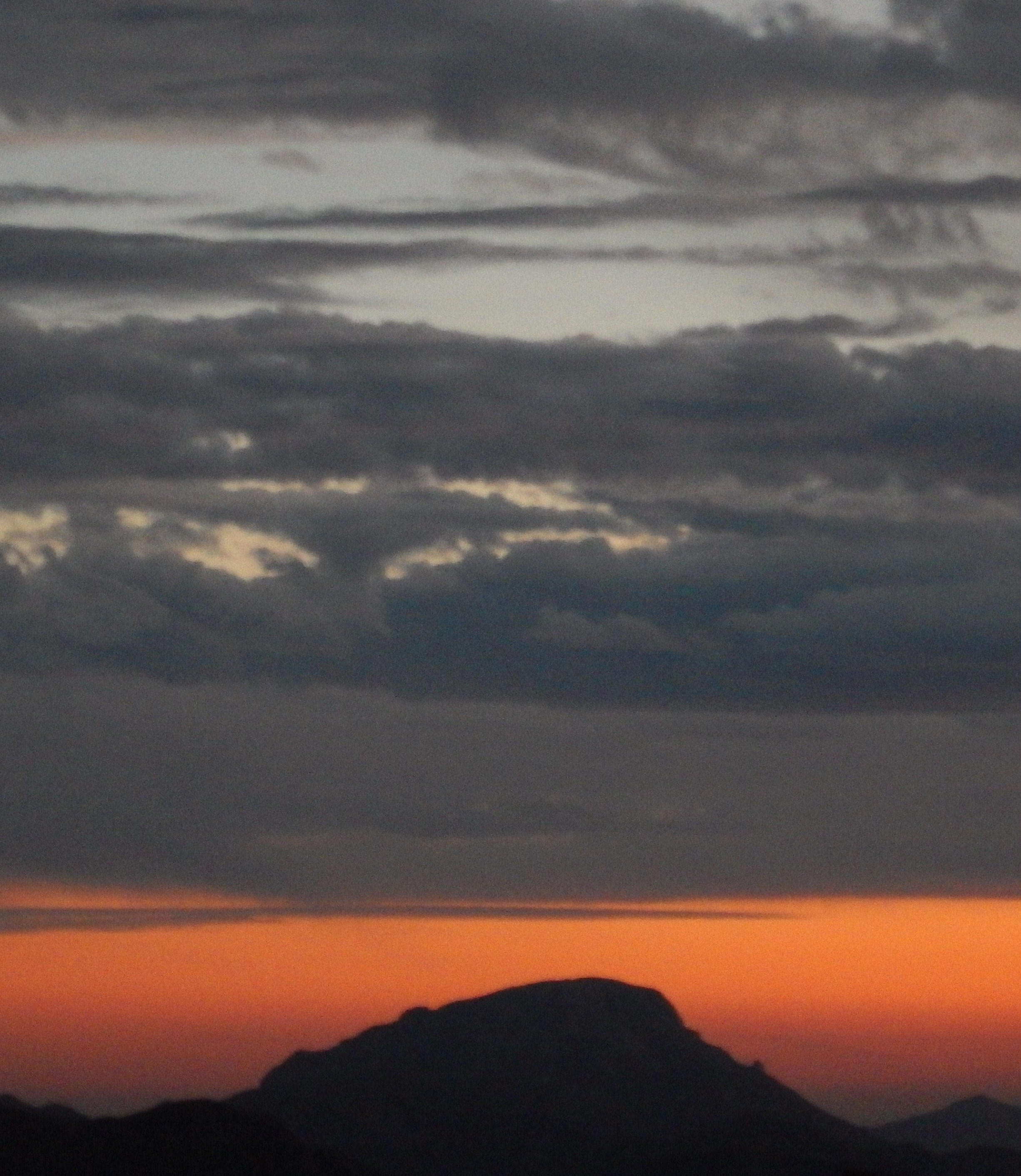
el Monte Scuderi visto desde Monte Dinnammare

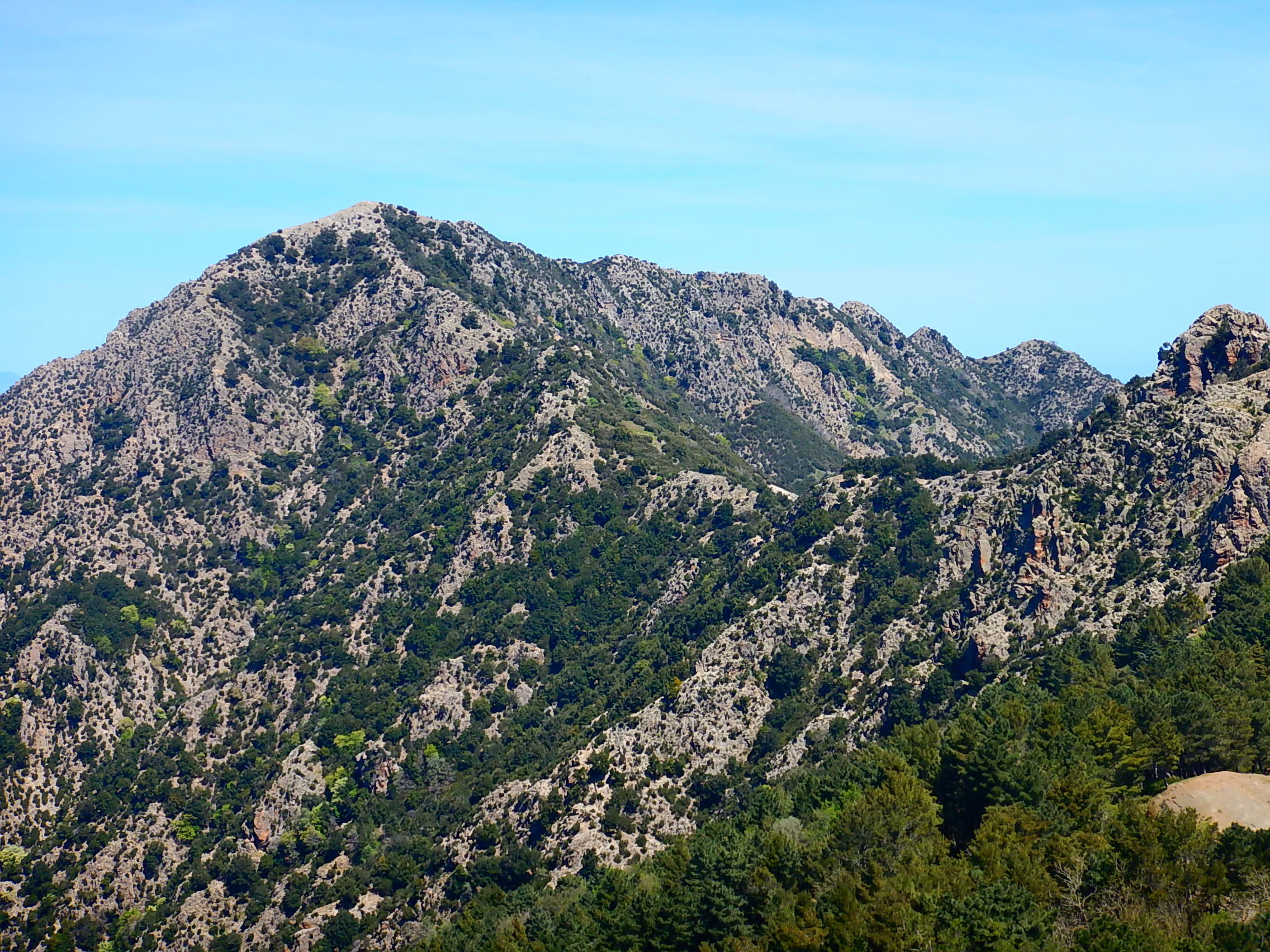
Pizzo Russa situado entre Novara di Sicilia y Fondachelli-Fantina

Entre la vegetación que cubre estos montes se puede encontrar encinas, robles, alcornoques, hayas, pinos y castaños, que en el pasado formaron amplios bosques pero que hoy están, en su mayor parte debido a la presencia humana, reducidos a bosques aislados, de manera que el paisaje en gran medida es parecido a la estepa. Se han replantado bosques de pino por las autoridades locales a partir de mediados del siglo XX.